# Richard Seidel (Politiker)
Richard Seidel (* 11. Januar 1872 in Rumburg, Böhmen; † 21. September 1947 in Wien) war ein österreichischer Politiker der Sozialdemokratischen Arbeiterpartei (SdP).

## Ausbildung und Beruf
Nach dem Besuch einer Volks- und einer Realschule begann er mit technischen Studien. Er arbeitete in der Erzherzoglich Albrechtschen Eisenkonstruktionswerkstätte und in der Brückenbauanstalt Lipina-Karlshütte. Nach seiner Entlassung begann er als Konstrukteur bei einer Wiener Firma und wurde Gruppenleiter, später Gewerkschaftsleiter.

## Politische Funktionen
- 1906: Präsident des Verbandes der technischen Angestellten
- 1919–1923: Abgeordneter zum  provisorischen Gemeinderat der Stadt Wien und zum Wiener Landtag und Mitglied des Wiener Gemeinderats (1. Wahlperiode)
- Präsident des Bundes der Industrieangestellten

## Politische Mandate
- 9. März 1923 bis 1. Oktober 1930: Mitglied des Nationalrates (II. und III. Gesetzgebungsperiode), SdP
- 2. Dezember 1930 bis 17. Februar 1934: Mitglied des Nationalrates (IV. Gesetzgebungsperiode), SdP